# Sinumelon nullarboricum
Sinumelon nullarboricum är en snäckart som först beskrevs av Tate 1879.  Sinumelon nullarboricum ingår i släktet Sinumelon och familjen Camaenidae. Inga underarter finns listade i Catalogue of Life.